# (9379) Dijon
(9379) Dijon (1993 QH3) – planetoida z grupy pasa głównego asteroid okrążająca Słońce w ciągu 4,8 lat w średniej odległości 2,85 j.a. Odkryta 18 sierpnia 1993 roku.